# Circaetus pectoralis
Circaetus pectoralis là một loài chim trong họ Accipitridae.
Loài này có thể được tìm thấy trên khắp Nam Phi từ Ethiopia và Sudan ở phía bắc đến Nam Phi ở phía nam và Angola ở phía tây nam. Do sự phân bố rộng nên loài này không bị đe dọa.